# Đại học Tartu
Đại học Tartu (tiếng Estonia: Tartu Ülikool, Latin: Universitas Tartuensis) là một trường đại học cổ điển ở thành phố Tartu, Estonia. Đại học Tartu là trường đại học quốc gia của Estonia, là trường đại học lớn nhất và xếp hạng cao nhất ở Estonia. Đại học Tartu là một thành viên của Nhóm Coimbra và Mạng lưới Utrecht, và được thành lập bởi vua Gustavus Adolphus của Thụy Điển năm 1632, do đó là một trong các trường đại học lâu đời nhất ở Bắc Âu.

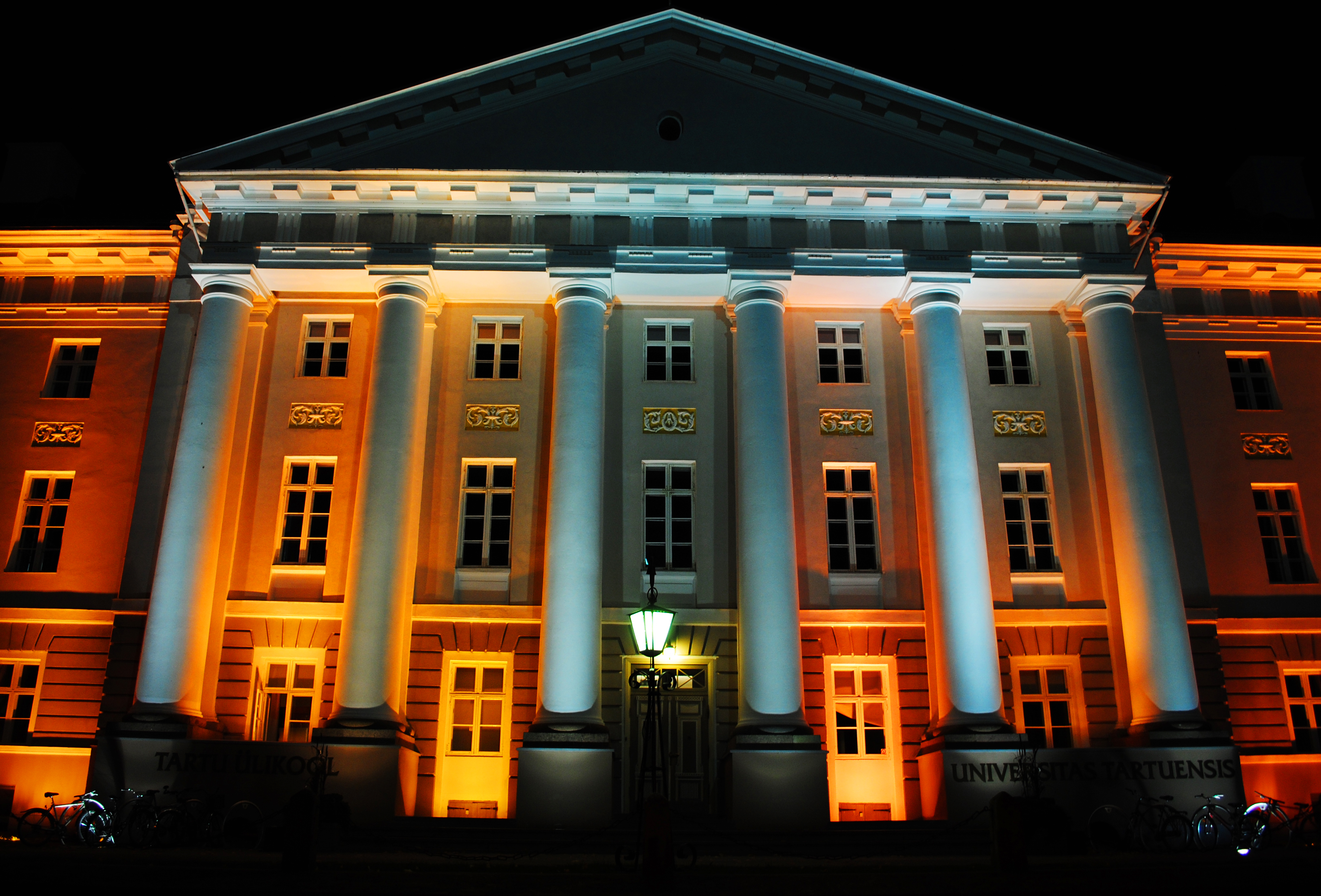
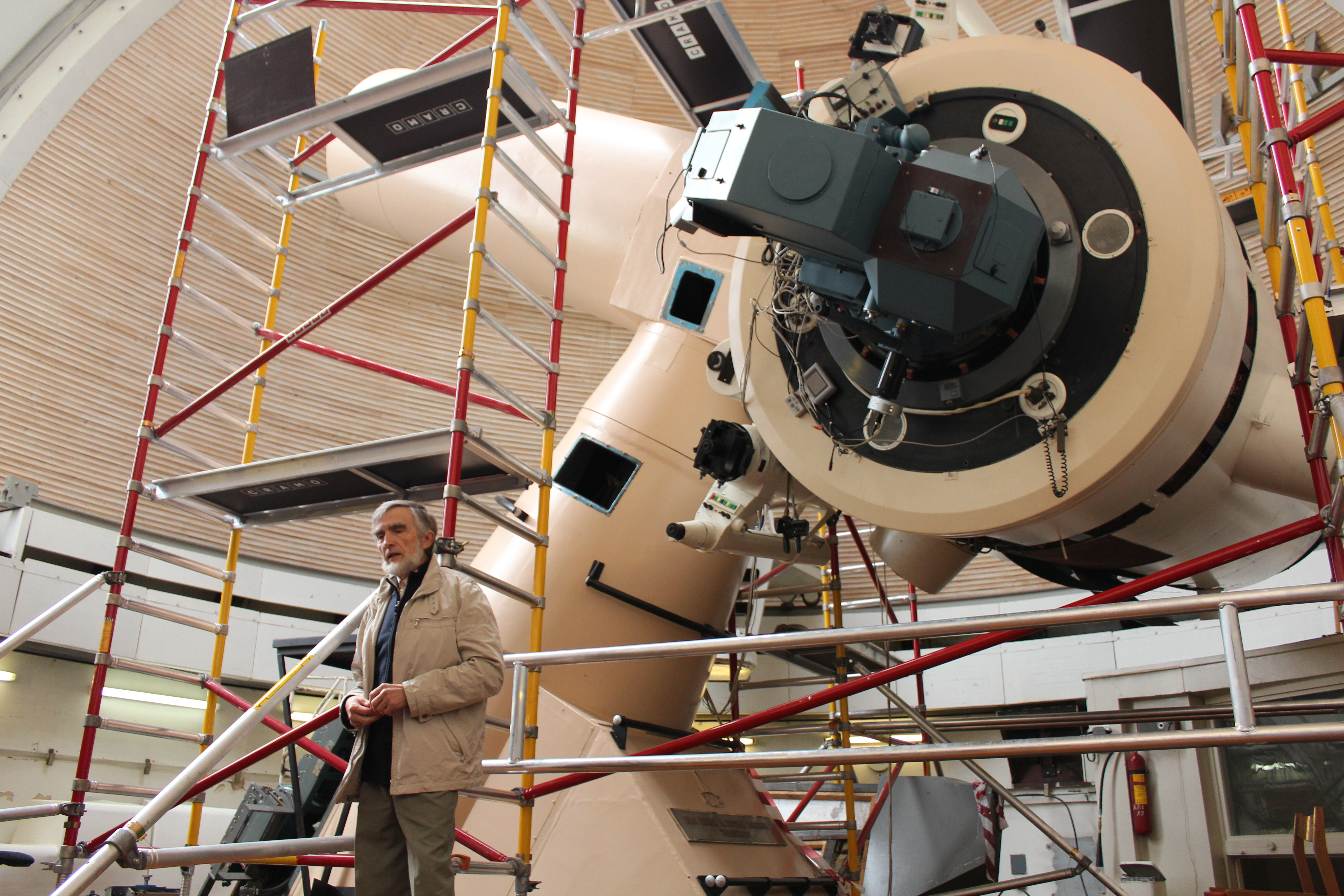
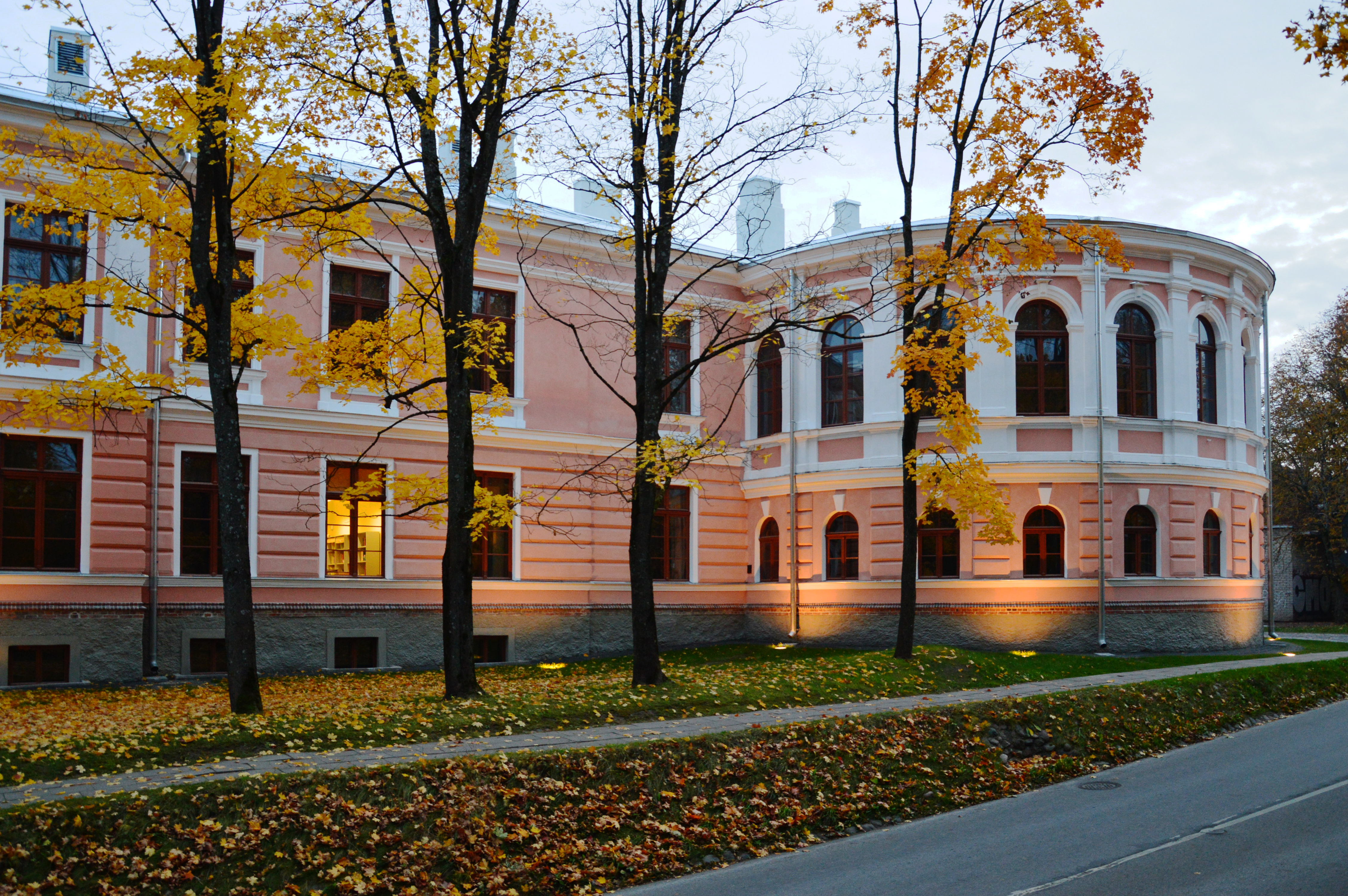
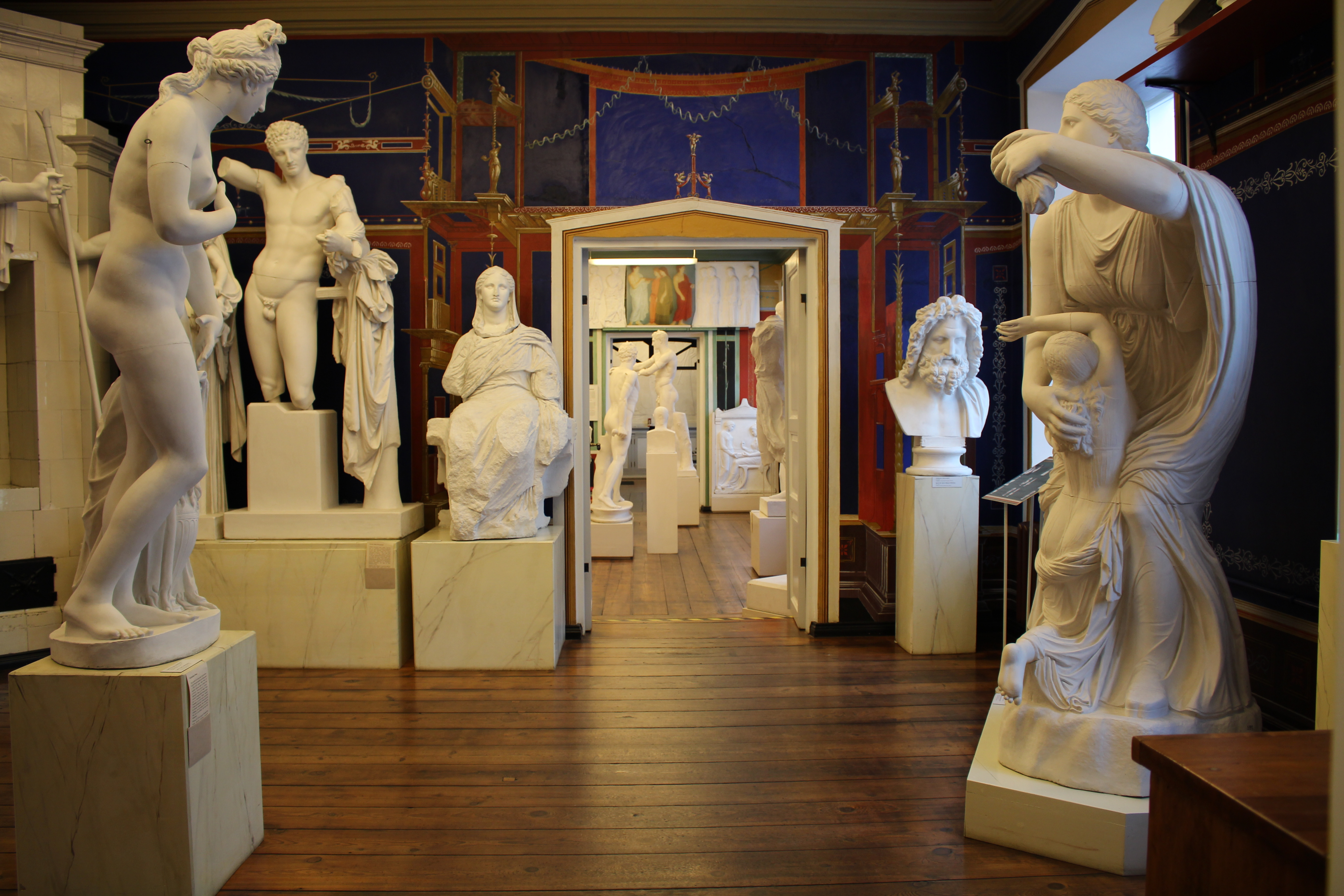
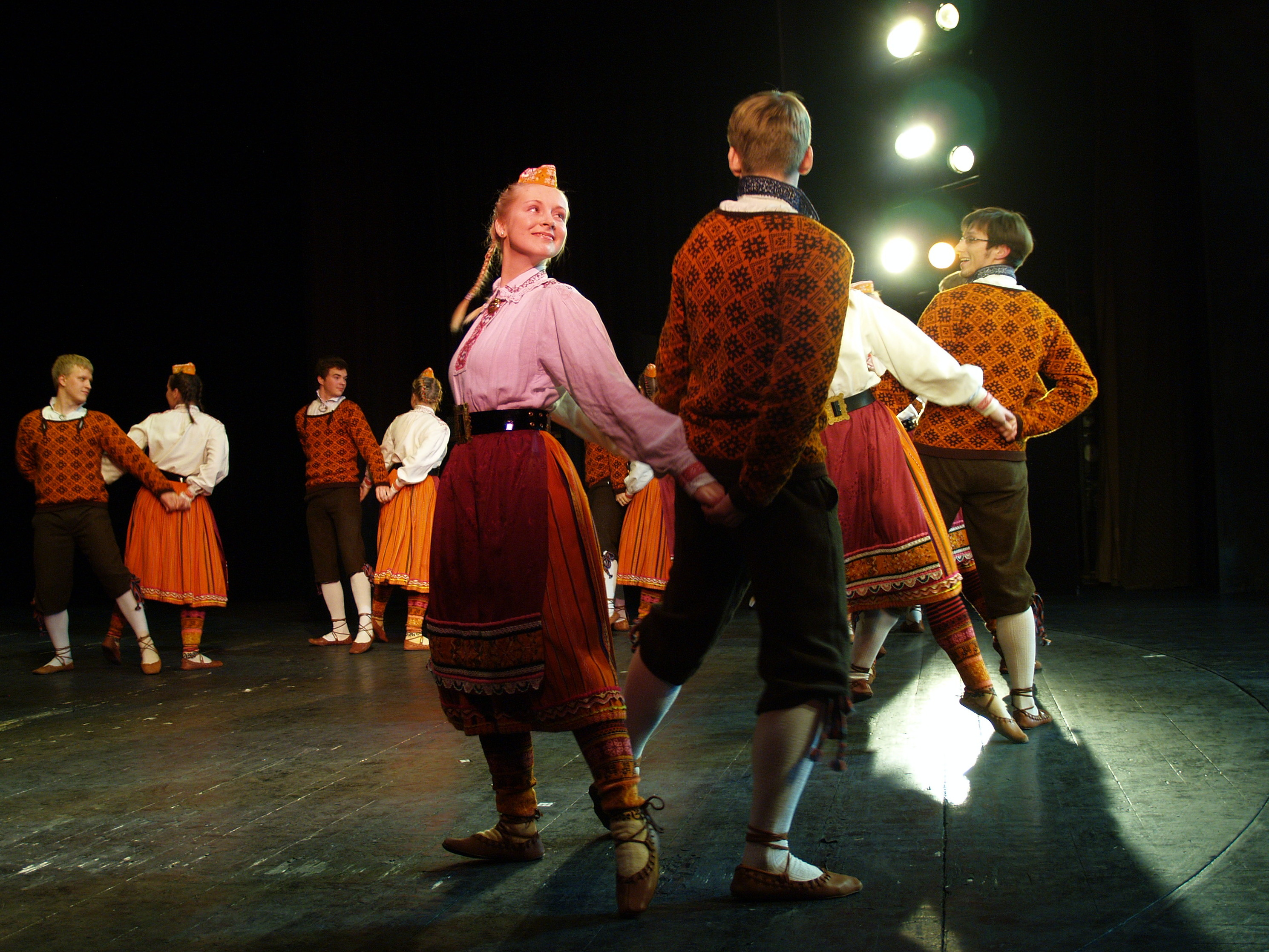
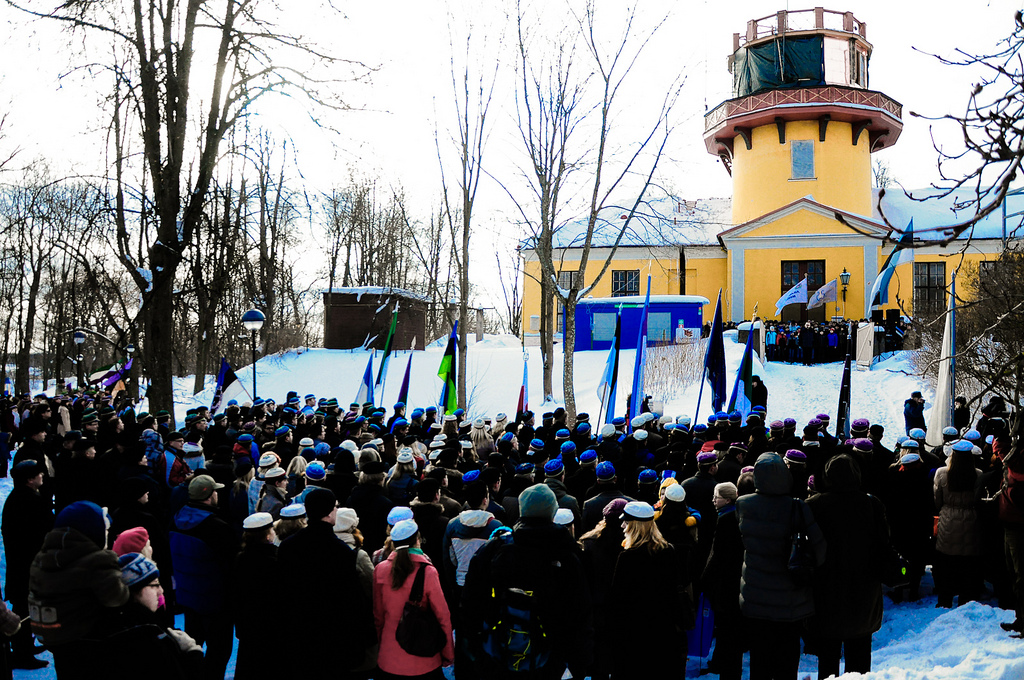